# Козенко Андрій Дмитрович
Андрій Дмитрович Козенко (нар. 3 серпня 1981, Сімферополь, Українська РСР) — український та російський політик. Депутат Державної Думи РФ VII скликання з 5 жовтня 2016 року.

## Життєпис
Народився в сім'ї робітників. 1998 року закінчив сімферопольську школу № 3.
2000-го з відзнакою закінчив Кримський коледж економіки і управління, отримав кваліфікацію «Економіст-правознавець».
- 2002 — з відзнакою закінчив Кримський інститут економіки та господарського права, захистив диплом за спеціальністю «Економіка підприємства».
- 2009 — закінчив Таврійський національний університет ім. Вернадського, отримав другу вищу освіту за спеціальністю «Політологія». Трудову діяльність розпочав 2001 року у Відділі державної служби охорони при Залізничному РВВС.
- 2003—2007 — директор підприємства «Російський будинок».
- 2007—2008 — заступник директора ТОВ «Еколого-туристичний центр в Парковому».
- 2008—2009 — директор підприємства «Російський будинок».
- Січень—жовтень 2009 — заступник міністра праці та соціальної політики Автономної Республіки Крим.
- Березень—листопад 2010 — заступник Голови Ради міністрів Автономної Республіки Крим. Наймолодший в історії віце-прем'єр Криму.
- Березень 2011—вересень 2012 — директор ТОВ «А-Профі Крим».
- 1 жовтня 2012 року — серпень 2014 року — голова виконкому російської громади Криму.
- Вересень 2014 — вересень 2016 року — заступник голови окупаційної влади, т. зв. ради республіки Крим, утвореної після початку тимчасової анексії регіону Росією.
- З 5 жовтня 2016 року — депутат думи РФ, член комітету з фінансового ринку.[2]
- З березня 2017 року — координатор інтеграційного комітету «Росія — Донбас».

## Санкції
- 9 листопада 2016 — ЄС включив Козенка до списку людей, на яких розповсюджуються санкції у зв'язку з анексією Криму 2014 року.
- 15 листопада 2016 — санкції щодо Козенка були введені Міністерством фінансів США.
- 17 листопада 2016 — був внесений в санкційний список Швейцарії.[3]
- 23 листопада 2016 — внесений в санкційний список Канади.[4]
- 19 жовтня 2022 року — повторно дорданий до санкцыйного списку України.[5]

## Родина
Одружений, виховує доньку.
Мати — Козенко Валентина Степанівна, пенсіонерка, працювала на Сімферопольському заводі пластмас. Батько — Козенко Дмитро Флорович, пенсіонер, працював водієм навантажувача на Сімферопольської на меблевій фабриці.